# هاينكل هي 280
هنيكل هي 280 (بالإنجليزية: Heinkel He 280)‏ هي طائرة مقاتلة من صناعة هاينكل الألمانية. كان أول طيران لها في عام 1940، ودَخلت الخدمة في العام نفسه، وانتهت خِدمتها في 1943. وصُنِع منها 9 طائرات فقط.